# Wilhelm Gessel
Wilhelm Maximilian Gessel (* 28. Februar 1933 in München; † 7. März 2006 in Augsburg) war ein deutscher Patrologe.

## Leben
Gessel studierte von 1952 bis 1957 an der Hochschule in Freising und wurde 1958 zum Priester der Erzdiözese München und Freising geweiht. Er wirkte von 1958 bis 1961 als Kaplan und promovierte anschließend 1965 an der Ludwig-Maximilians-Universität München mit einer Arbeit über die Eucharistielehre des Augustinus von Hippo zum Dr. theol.
Gessel habilitierte sich im Jahre 1973 an der Universität München mit einer Untersuchung über die Theologie des Gebetes bei Origenes. Zwischen 1976 und 1979 lehrte er als Professor für Kirchengeschichte und Patrologie an der Otto-Friedrich-Universität Bamberg und ab dem Wintersemester 1979/1980 als Ordinarius für Alte Kirchengeschichte, Patrologie und Christliche Archäologie an der Universität Augsburg. Gessel war Mitglied der KBStV Rhaetia München und veröffentlichte im Rhaeten-Herold beispielsweise einen Artikel zur Bedeutung von Archäologie und Geschichte in unserer Zeit. 2001 wurde er emeritiert.
Er war Herausgeber der Abteilung Patristik der Bibliothek der griechischen Literatur.

## Veröffentlichungen
- Die Theologie des Gebetes nach De Oratione von Origenes. Ferdinand Schöningh, München / Paderborn / Wien 1975, ISBN 3-506-73171-8 (zugleich Habilitationsschrift an der LMU München).